# Бачо-Киро (печера)
«Бачо-Киро» — печера в Передбалканах на території общини Дряново.

## Розташування
Печера розташована в 300 м на захід від Дряновського монастиря, на невеликій відстані від печери Андика, у вертикальній вапняковій скелі на висоті 335 м над рівнем моря. Для збереження її було оголошено природною пам'яткою Бачо Киро.

## Назва
У 1940 році печеру назвали на честь героя квітневого повстання — Бачо Киро.

## Відкриття та дослідження
Найкраще досліджений археологами перший зал печери, «Передпокій». У ньому знайдені знаряддя праці та сліди інтенсивного людського мешкання, які датуються середнім (70 000 — 50 000 рр. до н. е.) і пізнім (від 45 000 до 20 000 до н. е.) палеолітом.
Вона має безліч вторинних карстових утворень — сталагмітів, сталактитів, сталагнатів, драперій.
Температура всередині печери постійно 13 oC, вологість повітря 95 %. Печера утворена водами річки Андика. У печері знайдено сліди людської культури та безліч кісток свійських та диких тварин. Знайдено також скелет ведмедя висотою 3 м.
Цікавими є карстові утворення в печері, що нагадують риб, змій, людей, Богородицю із немовлям, ведмедя та багатьох інших. Однією з туристичних визначних пам'яток є «Чистилище» — низький, складний прохід 60x40 см, про який кажуть, що його може пройти тільки праведник.

## Кажани печери
За допомогою безпосередніх спостережень та виловів з мережі печери зареєстровано 4 види кажанів:
- Великий підковик (Rhinolophus ferrumequinum)
- Малий підковик (Rhinolophus hipposideros)
- Південний підковик (Rhinolophus euryale)
- Нічниця війчата (Myotis nattereri)

Печера Бачо Кіро є зимовим притулком кажанів, а з грудня по кінець березня в середньому до 100 великих і дрібних кажанів реєструється щорічно.

## Туризм
- Печера Бачо Кіро є одним з сотні національних туристичних об'єктів Болгарського туристичного союзу під номером 22.
- Це одна з перших обладнених печер в Болгарії. Дряновськими туристами ще в далекому 1937 році була проведена робота з облаштування. Це одна з головних туристичних визначних пам'яток в цьому районі.
- У 1962 р оголошена природною пам'яткою.

Фотографії з печери Бачо Кіро
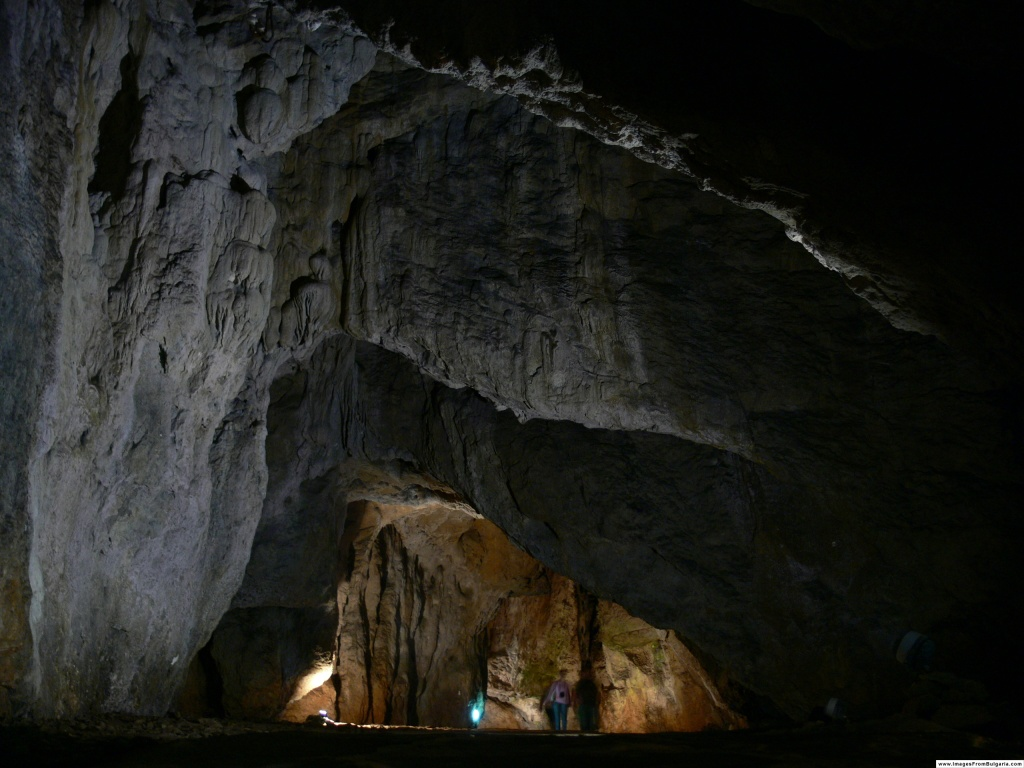
Коридор після "Передпокою"
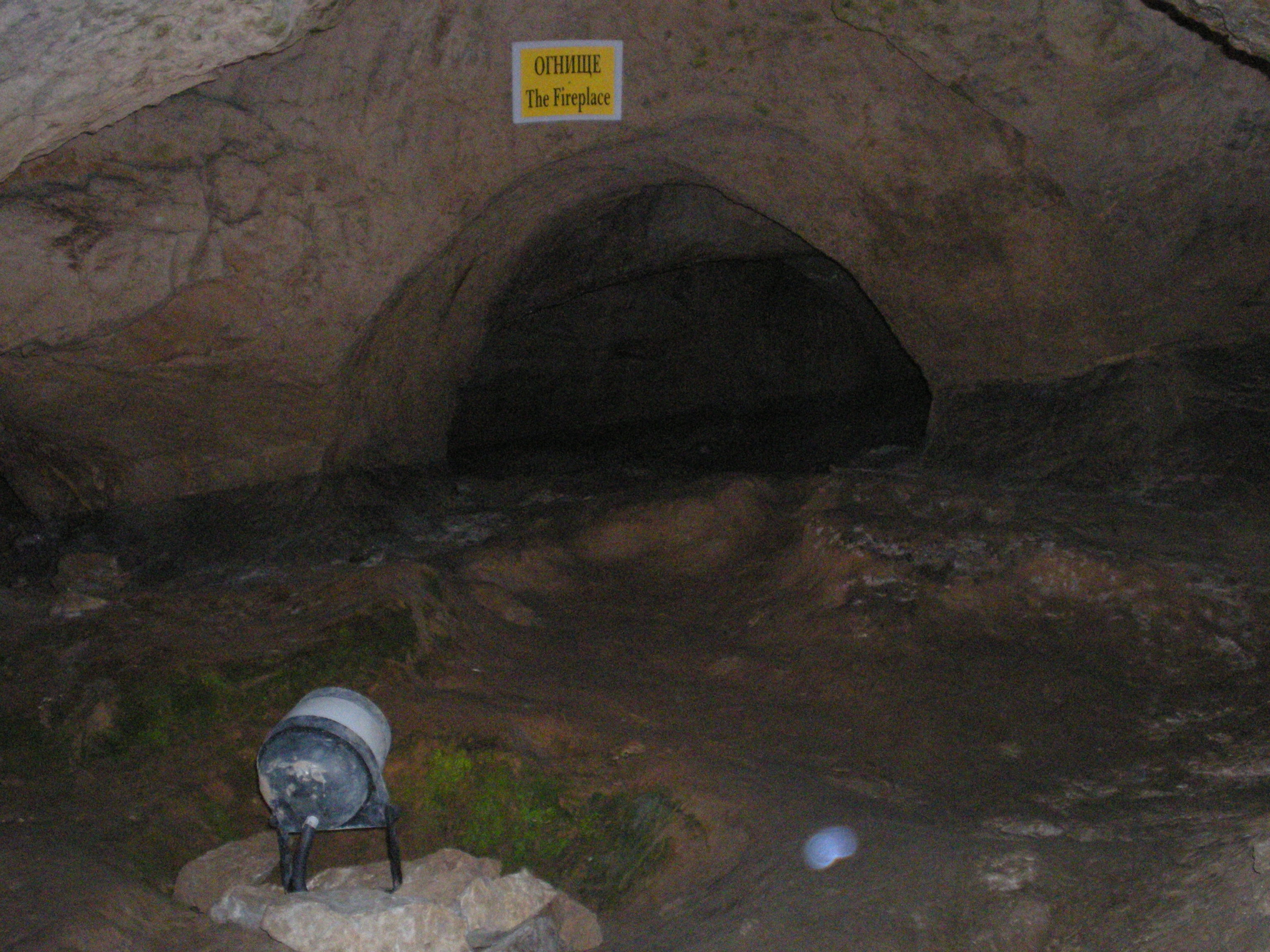
Камін
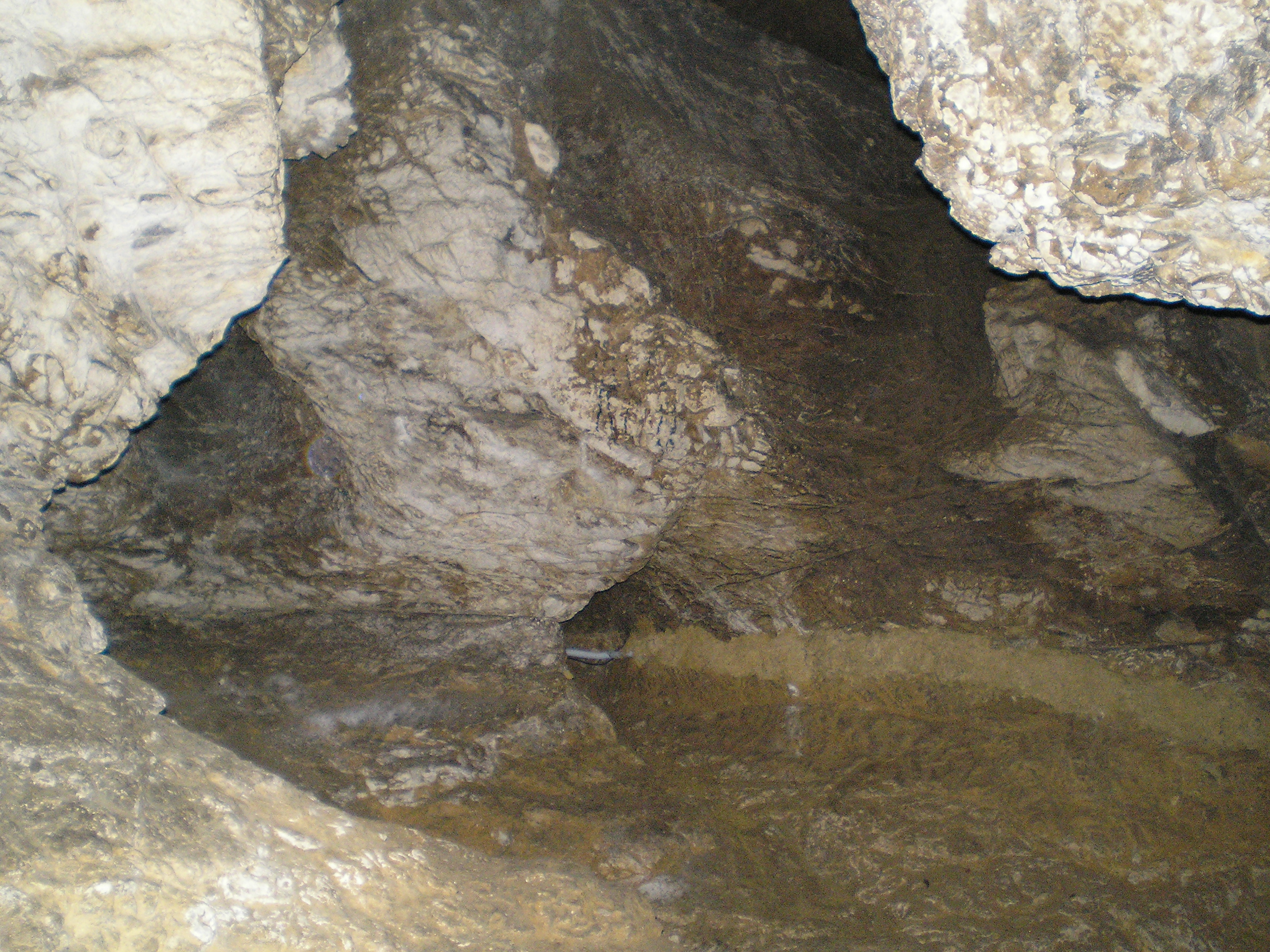
Бокова камера по дорозі між "Передпокоєм" і "Дощовою залою"
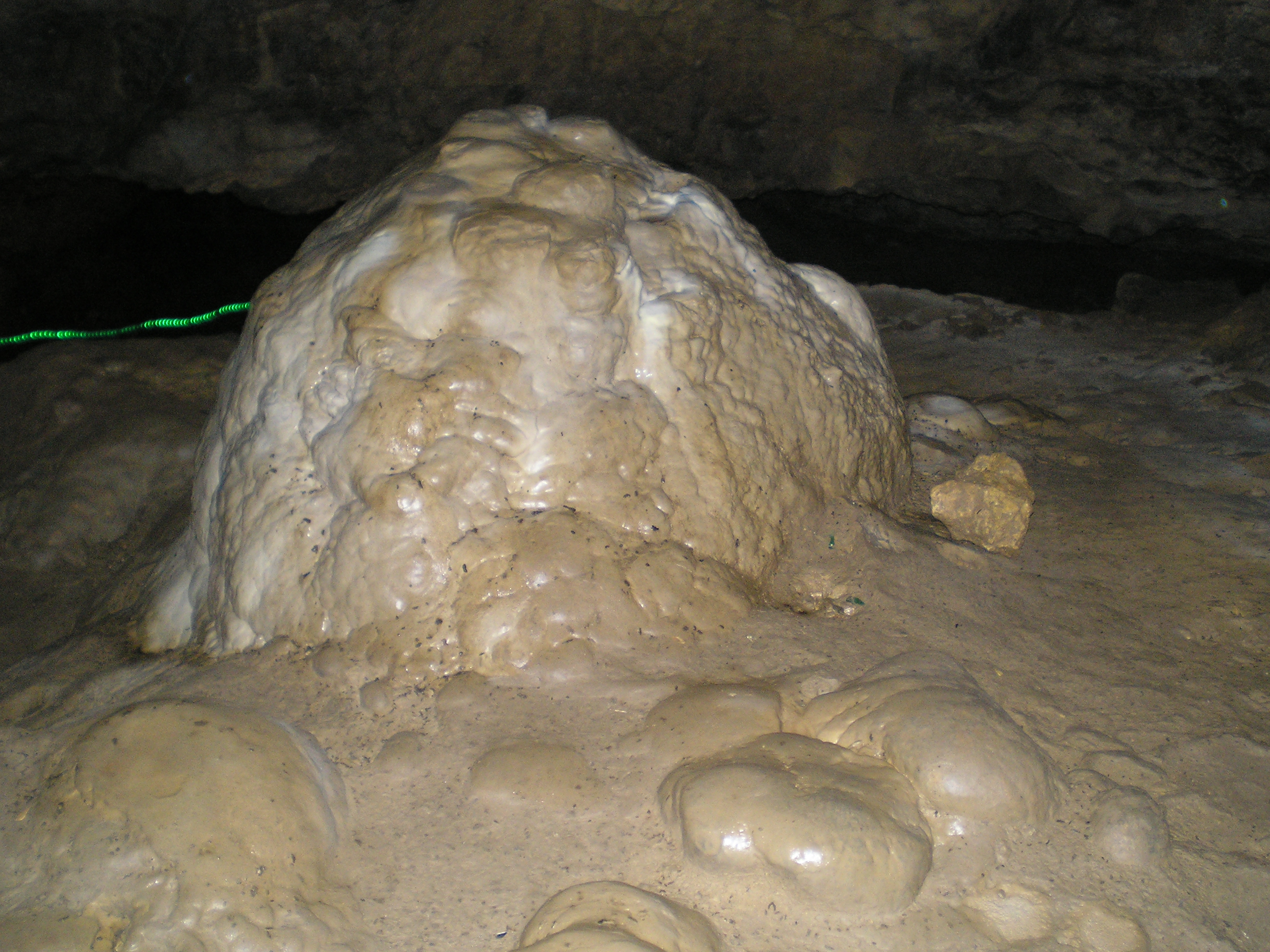
Сталагміт в "Дощовій залі"
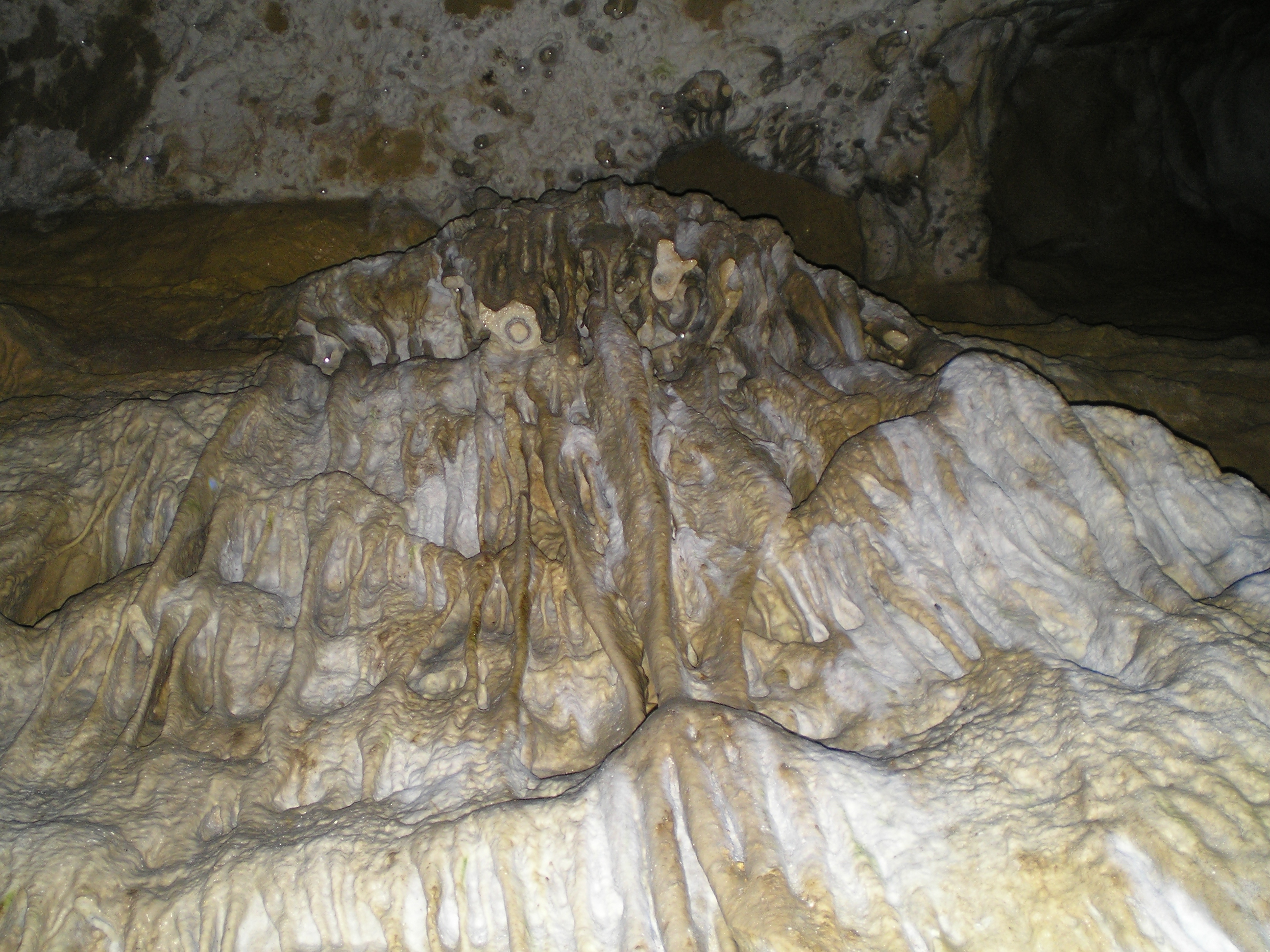
Завіса біля входу в "Концертну залу"
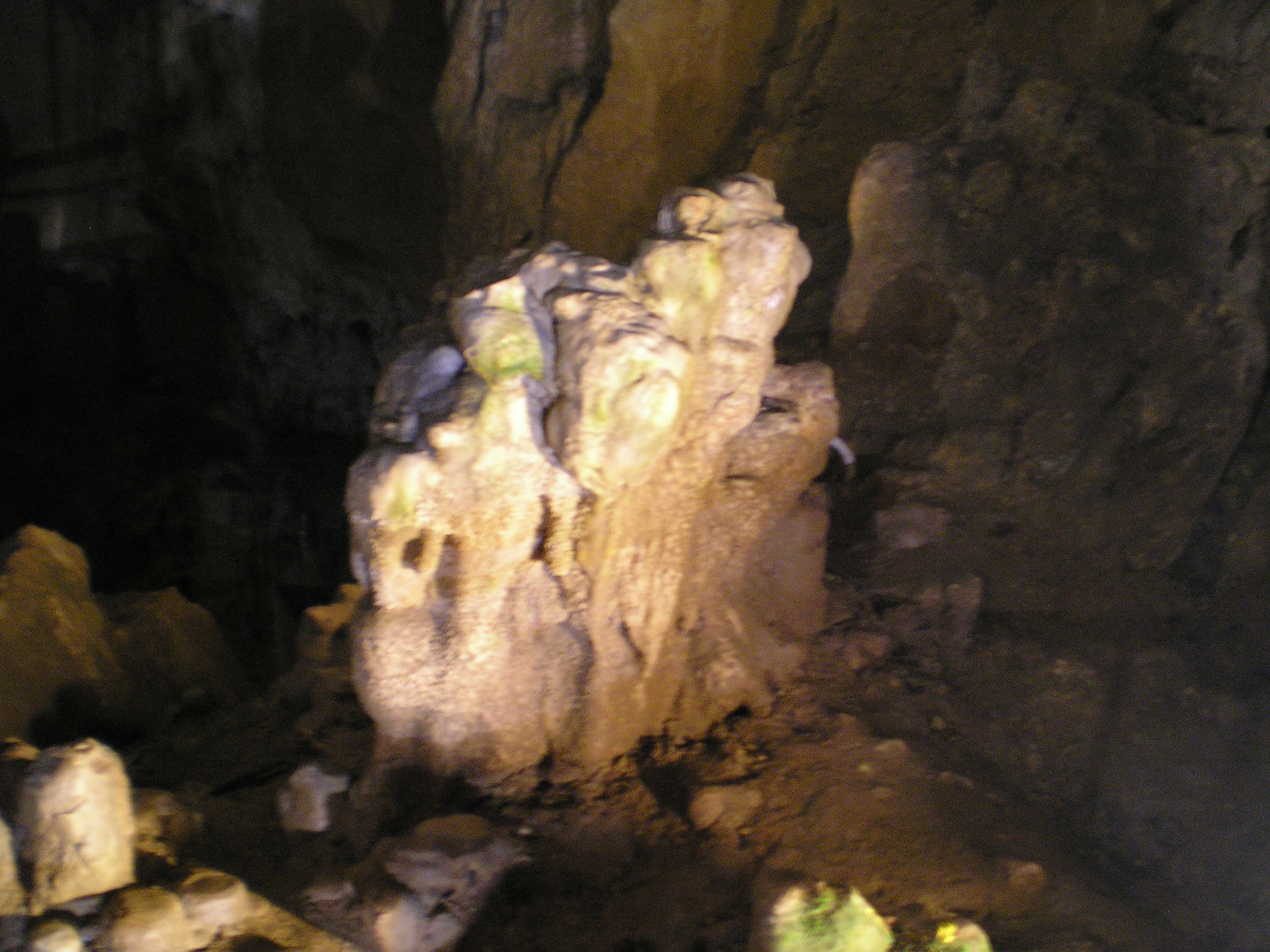
Сталагміт в "Концертному залі"